# Жюл Лафорг
Жюл Лафорг (на френски: Jules Laforgue) е френски поет символист.

## Биография и творчество
Жюл Лафорг е роден на 16 август 1860 г. в Монтевидео, Уругвай, в семейството на Шарл-Беноа Лафорг и Полин Лаколе, второто от единадесет деца. Баща му работи първо като учител, а след това като банков служител. През 1866 г. семейството се премества обратно във Франция, в Тарб, родния град на баща му. През 1867 г. родителите му се връщат в Уругвай с деветте си по-малки деца, а Жюл и по-големият му брат Емил остават в семейството на братовчед. В периода 1868 – 1976 г. живее и учи в пансиона на гимназията в Тарб.
През 1876 г. бащата му отвежда семейството си в Париж, където през 1877 г. майка му умира от пневмония. Жюл кандидатства неуспешно да следва и сам започва да чете великите френски автори и да посещава музеите на Париж. През 1879 г. баща му се разболява и се връща в Тарб, но Жюл остава в Париж. Същата година е публикувано първото му стихотворение в Тулуза. До края на годината публикува няколко стихотворения и е забелязан от известни автори. През 1880 г. се движи в литературните среди на столицата и става протеже на Пол Бурже, редактор на списание La Vie moderne. В този период е издадена и първата му стихосбирка „Карнавална вечер“.
През 1881 г. посещава курс от лекции на Иполит Тен и развива голям интерес към живописта и изкуството. Същата година става секретар на Шарл Ефруси, богат колекционер, един от първите колекционери на импресионистично изкуство. Импресионизма има пряко влияние върху развитие на Лафорг като поет, като прави опит да създаде литературен еквивалент на импресионизма. През 1881 г. пише романа „Стефан Василиев“ и подготвя нова стихосбирка, които не са издадени.
В периода 1881 – 1886 г. живее в Берлин, като работи като френски четец за Августа императрица Августа, в ролята на културен съветник. Той е добре осигурен и може да твори свободно и пътува из Европа. През 1886 г. е издадена стихосбирката му „Имитацията на Дева Мария на Луната“, която се смята за негов шедьовър.
През 1886 г. се завръща във Франция и се жени в Лондон за англичанката Лия Лий, с която се запознава в Берлин. Същата година неговата поезия е публикувана в La Vogue заедно с произведенията на Артюр Рембо. Повлиян от Уолт Уитман, Лафорг е един от първите френски поети, които пишат в свободен стих. Поезията му оказва едно от основните влияния върху Езра Паунд и младия Томас Стърнз Елиът.
Жюл Лафорг умира в бедност от туберкулоза на 20 август 1887 г. в Париж.

## Произведения
- Soir de Carnaval (около 1880)[1][2]
- Stéphane Vassiliew (1881, публикуван през 1943)
- Les Complaintes (1885)
- L'Imitation de Notre-Dame la Lune (1886)
- Moralités légendaires (1887)
- Des Fleurs de bonne volonté (1890)
- Derniers vers (1890)
- Berlin, la cour et la ville (1922)
- Triste triste (1967)

Издадени на български език
- Лунатик съм, пръскащ пяна… и др. стихотворения в сборника „Френска поезия“, изд.: „Народна култура“, София (1978), прев. Пенчо Симов
- Един скептик на Рождество Христово; Романс за лошото време, сп. „Съвременник“ бр.2 (1999), прев. Валентин Панджаров
- Цигарата (стихотворение), вестник. „Дневен труд“ (2005), прев. Кирил Кадийски
- Лунно соло ; Пълнолуние ; Представете си за малко : стихотворения, „Литературен вестник“ бр.39 (2015), прев. Андрей Манолов